# Æðuvík
Æðuvík este un sat localizat în sudul extrem al insulei Eysturoy din  arhipelagul Feroe. A fost fondat în anul 1897. 